# Letestudoxa
Letestudoxa is een geslacht uit de familie Annonaceae. De soorten uit het geslacht komen voor in westelijk tropisch Centraal-Afrika.

## Soorten
- Letestudoxa bella Pellegr.
- Letestudoxa glabrifolia Chatrou & Repetur
- Letestudoxa lanuginosa Le Thomas